# Синій двопенсовик
Синій двопенсовик (англ. Two Penny Blue) - друга у світі офіційна поштова марка, що друкувалася у Сполученому Королівстві Великої Британії та Ірландії та випускається після чорного пенні.
Перший друк відбувся з 1 травня 1840 року, і всього було надруковано 6 460 000 з двох пластин до 29 серпня.:161 Офіційно марки були дійсні для пошти з 6 травня, але були доступні лише з 8 травня.:164 Вперше він був проданий громадськості в лондонській податковій службі 6 травня 1840 року. За винятком номіналу, малюнок точно такий же, як і чорний пенні, і був викарбуваний з того самого зразка.
Спочатку передбачалося, що 2d синій випускатиметься одночасно з 1d чорним; найперший поштовий штемпель, який можна побачити на одному з них, — 6 травня 1840 року. Перші випуски цього номіналу (призначені для двотарифних літер) були надруковані з дощок 1 і 2. Друкарські форми були знищені в 1843 році:161 Копії цієї марки зараз значно рідші та дорожчі, ніж чорний пенні.
Пізніше, коли кольори марок переглядалися, було обрано червоно-коричневе чорнило для пенні та нове синє чорнило для двох пенсів. Оскільки штампи, надруковані новими чорнилами, виглядали так само, як і оригінальний випуск, було вирішено додати горизонтальну лінію вгорі та внизу зображення, щоб можна було легко ідентифікувати новіші відбитки. Друк переглянутих марок розпочався 27 лютого 1841 року та був надісланий у продаж у березні.:174–5 Вони називаються доданими проблемами з білими лініями, як показано праворуч. Вони більш поширені, ніж оригінальний друк 1840 року.
Деякі відмінності існують у марках після 1841 року через водяний знак, перфорацію, варіації паперу та типу. У всіх серіях 1840-80 років цієї конструкції використано 15 пластин.
Чорний пенні дозволяв надсилати листи вагою до половини унції в будь-яку точку Великої Британії чи Ірландії; обмеження ваги синього двопенсовика становило повну унцію.

## Зовнішні посилання
- Зображення блакитного два пенні з колекції Філіпса в Британському музеї історії пошти